# Junior Songfestival

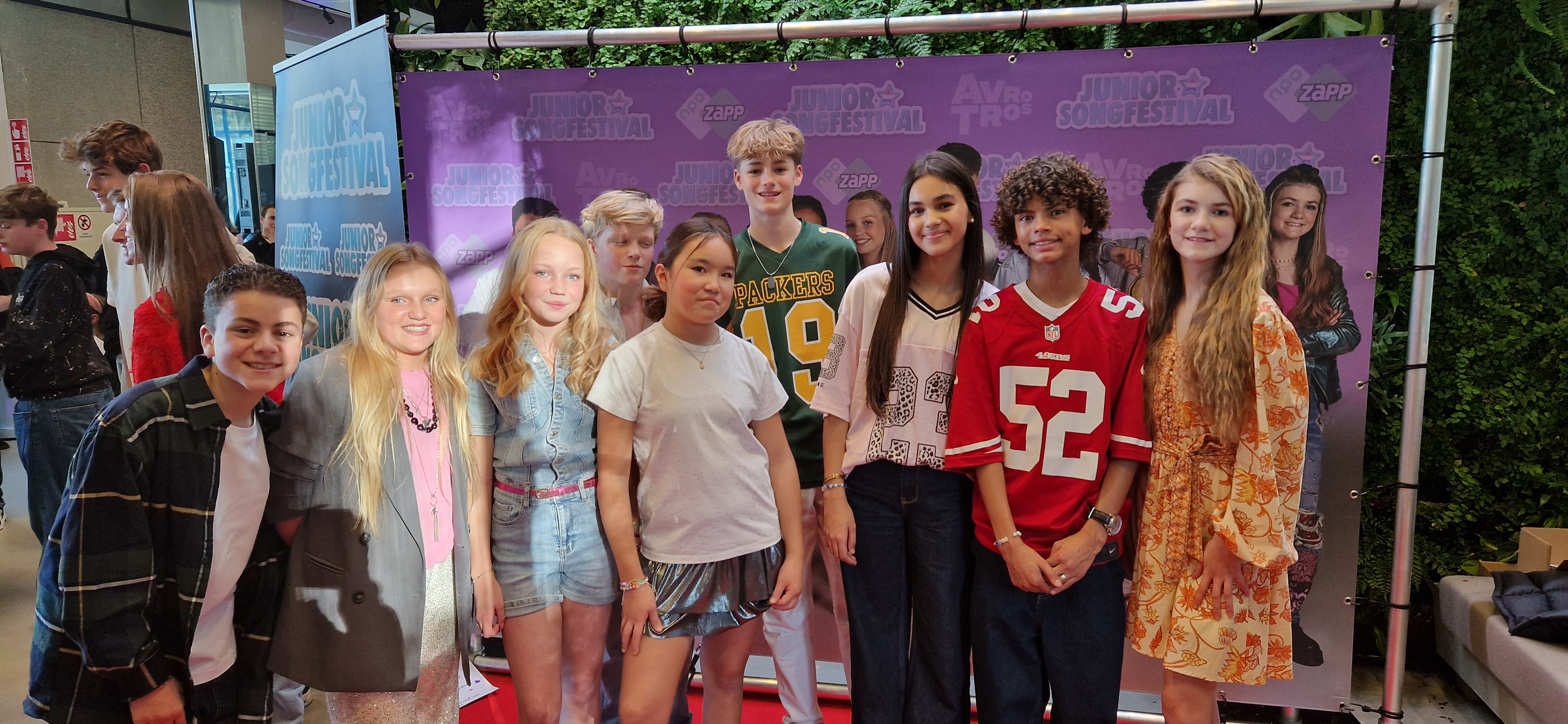
Teilnehmer des Junior Songfestivals 2024

Das Junior Songfestival ist der niederländische Vorentscheid für den Junior Eurovision Song Contest und wird seit 2003 jährlich im September von AVROTROS auf NPO Zapp ausgestrahlt. Das Festival wurde in Anlehnung an das Nationaal Songfestival entworfen.

## Geschichte

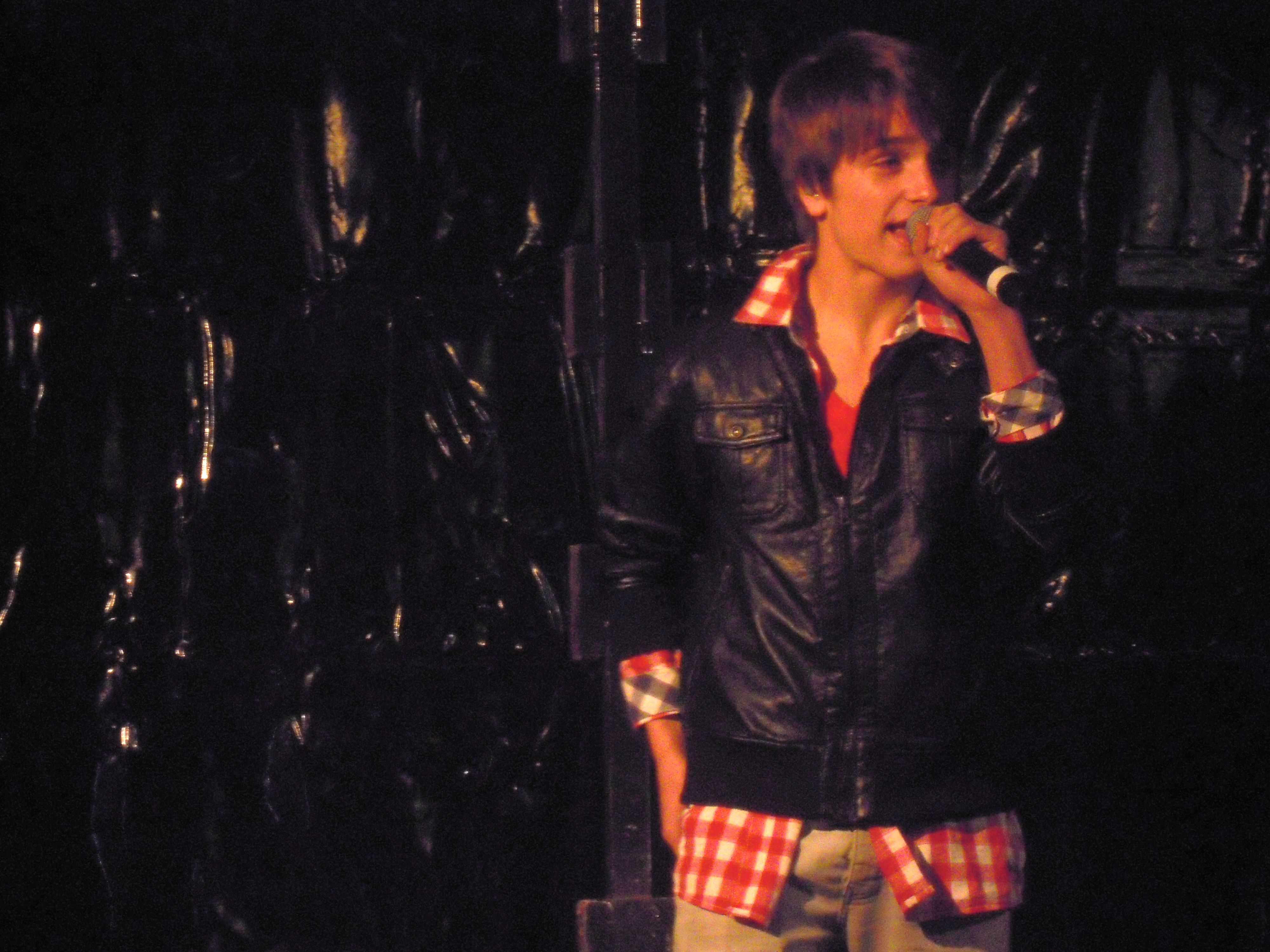
Ralf Mackenbach, Gewinner des Junior Songfestival 2009. Er gewann später auch den Junior Eurovision Song Contest 2009.

Die Premiere fand 2003 auf Nederland 2. Von 2006 bis 2013 fand die Ausstrahlung auf Nederland 3 statt. Seit 2014 ist das Junior Songfestival stets auf NPO Zapp zu sehen.
Von 2004 bis 2017, mit Ausnahme der Ausgabe von 2006, gaben es neben der Final-Show noch zwei Halbfinal-Sendung. Meist entschied hier eine Fach- und Kinderjury über die Finalisten. Zuschauer konnten meist noch einem Beitrag eine Wildcard für das Finale per Online-Voting geben.
In den Ausgaben von 2004 bis 2017 und seit 2019 nehmen die alle Teilnehmer einen gemeinsamen Song auf, den sie in der Final-Show aufführen.
2016 fand keine Ausstrahlung des Junior Songfestival statt. Der Beitrag für den JESC 2016 wurde intern ausgewählt.
Die Ausgabe des Jahres 2017 wich stark vom bisherigen Konzept ab. Es gab zwei Halbfinale und ein Finale, die vorab aufgezeichnet wurden. Die Teilnehmer sangen Coverversionen und der Gewinner wurde von einer professionellen Jury ermittelt. Anschließend wurde ein Song für die siegreiche Boyband Fource geschrieben, mit der sie schließlich die Niederlande beim Junior Eurovision Song Contest 2017 vertrat.
2018 gab es wieder eine Live-Übertragung, bei der die Teilnehmer jeweils einen eigenen Song vortrugen. Der größte Unterschied zu den Jahren 2003 bis 2015 liegt allerdings in der Entstehung der Songs. Früher traten die Kinder mit einem selbstgeschriebenen Song auf und durften im Falle eines Sieges diesen beim Junior Eurovision Song Contest präsentieren. Heute treten die Kinder beim Vorsingen mit Coverversion an und dürfen nachher keine eigenen Songs mehr schreiben.
Beim Junior Songfestival 2020 konnten zwei Teilnehmer aufgrund einer positiven Testung auf Covid-19 nicht an der Final-Show teilnehmen. Der Beitrag der erkrankten Robin wurde ersatzlos gestrichen. Der spätere Gewinner Unity durfte zu dritt ohne das vierte erkrankte Bandmitglied auftreten.

## Gegenwärtiges Konzept
Seit 2018 hat sich nachfolgendes Konzept bewährt. In der Regel werden bereits am Ende der Show des Vorjahres Kinder dazu aufgerufen, sich mit einem Video für die neue Saison zu bewerben. Aus diesen Bewerbern, meist tausende, werden dann einige zu den sogenannten Audities (dt. Vorsingen) im Frühjahr des jeweiligen Jahres eingeladen und dürfen ein Lied ihrer Wahl, in der Regel ein Cover, vortragen. Eine Fachjury wählt daraus die Finalisten aus.
Die Finalisten werden dann zum Solisten erklärt oder einer Gruppe mit bis zu sechs Mitgliedern zugeteilt. Jeder Solist oder jede Gruppe erhält bekommt anschließend eine eigenen Song zu gewiesen, den sie anschließend einsingen. Während die Solisten meist unter ihrem Vornamen antreten, erhalten die Bands meist einen Bandnamen (z. B. Fource, Unity oder Stay Tuned). Zu jedem Beitrag, seit 2018 immer vier an der Zahl, wird je ein Musikvideo angefertigt.
Es ist zudem Tradition, dass alle Teilnehmer ein gemeinsames Lied singen, das dann in der Finalshow vor Bekanntgabe der Ergebnisse aufgeführt wird.
Im September wird dann das große Finale des Junior Songfestivals übertragen, in dem jeder Beitrag ihren Song live vorträgt. Eine Fachjury, eine Kinderjury mit Teilnehmern vergangener Jahre vergeben anschließend Punkte. Auch die Zuschauer können sich per Online-Voting beteiligen. Ihre Stimme haben das gleiche Gewicht wie eine Jury und machen damit ein Drittel an den Gesamtpunkten aus. Der Beitrag mit den meisten Punkten gewinnt und darf die Niederlande beim Junior Eurovision Song Contest am Ende des Jahres vertreten.
Der ganze Prozess von den Audities bis hin zur Generalprobe wird mit der Kamera begleitet und auf der Webseite von NPO Zapp sowie auf dem eigene YouTube-Kanal veröffentlicht.

## Ausgaben
| Jahr | Datum des Finales                        | Austragungsort                             | Moderator(en)                            | Gemeinsames Lied                         |
| ---- | ---------------------------------------- | ------------------------------------------ | ---------------------------------------- | ---------------------------------------- |
| 2003 | 20. September                            | Pepsi Stage, Amsterdam                     | Angela Groothuizen                       | Kein gemeinsames Lied                    |
| 2004 | 1. Oktober                               | Pepsi Stage, Amsterdam                     | Angela Groothuizen                       | Wij gaan ervoor                          |
| 2005 | 24. September                            | Central Studios, Utrecht                   | Tooske Ragas                             | Alles wat ik wil                         |
| 2006 | 30. September                            | Studio 24, Media Park, Hilversum           | Sipke Jan Bousema                        | Vrij                                     |
| 2007 | 6. Oktober                               | Studio Baarn, Baarn                        | Sipke Jan Bousema                        | Laat ons zijn wie we zijn                |
| 2008 | 4. Oktober                               | Studio Baarn, Baarn                        | Sipke Jan Bousema                        | Ojee ojee                                |
| 2008 | 3. Oktober                               | Studio Baarn, Baarn                        | Sipke Jan Bousema                        | Morgen is vandaag                        |
| 2010 | 2. Oktober                               | Studio Baarn, Baarn                        | Ewout Genemans                           | Famous                                   |
| 2011 | 1. Oktober                               | Studio 1, Crown Business Studios, Aalsmeer | Ewout Genemans                           | Yeah! Yeah!                              |
| 2012 | 6. Oktober                               | Studio 1, Crown Business Studios, Aalsmeer | Ewout Genemans                           | JSF Party                                |
| 2013 | 28. September                            | Studio 1, Crown Business Studios, Aalsmeer | Ewout Genemans                           | Glitter en glamour                       |
| 2014 | 4. Oktober                               | Studio 1, Crown Business Studios, Aalsmeer | Jan Smit                                 | Connected                                |
| 2015 | 3. Oktober                               | Studio 1, Crown Business Studios, Aalsmeer | Jan Smit                                 | Living Our Dream                         |
| 2016 | Keine Austragung des Junior Songfestival | Keine Austragung des Junior Songfestival   | Keine Austragung des Junior Songfestival | Keine Austragung des Junior Songfestival |
| 2017 | 16. September                            | Theater Hanzehof, Zutphen                  | Romy Monteiro                            | Later als ik groter ben (BLØF-Cover)     |
| 2018 | 29. September                            | Theater Hanzehof, Zutphen                  | Romy Monteiro                            | Kein gemeinsames Lied                    |
| 2019 | 28. September                            | Theater Hanzehof, Zutphen                  | Romy Monteiro, Buddy Vedder              | Stars to Shine                           |
| 2020 | 26. September                            | Ahoy Arena, Rotterdam Ahoy, Rotterdam      | Romy Monteiro, Buddy Vedder              | All We Need Is Music                     |
| 2021 | 25. September                            | RTM Stage, Rotterdam Ahoy, Rotterdam       | Romy Monteiro, Buddy Vedder              | Let's Sing Together                      |
| 2022 | 24. September                            | RTM Stage, Rotterdam Ahoy, Rotterdam       | Stefania, Matheu                         | Living in the Moment                     |
| 2023 | 23. September                            | RTM Stage, Rotterdam Ahoy, Rotterdam       | Stefania, Matheu                         | Good Vibes                               |
| 2024 | 21. September                            | RTM Stage, Rotterdam Ahoy, Rotterdam       | Stefania, Matheu                         | Move On                                  |
| 2025 | 20. September                            | RTM Stage, Rotterdam Ahoy, Rotterdam       | Stefania, Matheu                         | Spotlights                               |

## Gewinner und Vertreter beim Junior Eurovision Song Contest
| Jahr                                                                                                  | Gewinnender Teilnehmer | Songtitel (Musik / Text)                                             | Sprache (a)                           | Übersetzung             | Punkte beim Vorentscheid | Platz beim JESC Teilnehmer (gesamt) | Punkte beim JESC |
| --- | ---------------------- | -------------------------------------------------------------------- | ------------------------------------- | ----------------------- | ------------------------ | ----------------------------------- | ---------------- |
| 2003                                                                                                  | Roel                   | Mijn ogen zeggen alles (Roel Felius)                                 | Niederländisch                        | Meine Augen sagen alles | 118                      | 11 / 16                             | 23               |
| 2004                                                                                                  | Klaartje & Nicky       | Hij is een kei (Klaartje Meulemeesters, Nicky Bruin)                 | Niederländisch                        | Er ist der Beste        | 32                       | 11 / 18                             | 27               |
| 2005                                                                                                  | Tess Gaerthé           | Stupid (Tess Gaerthé)                                                | Niederländisch, Englisch              | Dumm                    | 36                       | 7 / 16                              | 82               |
| 2006                                                                                                  | Kimberly               | Goed (Kimberly Nieuwenhuis)                                          | Niederländisch                        | Gut                     | 30                       | 12 / 15                             | 44               |
| 2007                                                                                                  | Lisa, Amy & Shelley    | Adem in, adem uit (Lisa, Amy & Shelley Vol)                          | Niederländisch                        | Atme ein, atme aus      | 36                       | 11 / 17                             | 39               |
| 2008                                                                                                  | Marissa                | 1 dag (Marissa Grasdijk)                                             | Niederländisch                        | 1 Tag                   | 34                       | 13 / 15                             | 27               |
| 2009                                                                                                  | Ralf                   | Click Clack (Ralf Mackenbach)                                        | Niederländisch, Englisch              | Klick Klack             | 36                       | 1 / 13                              | 121              |
| 2010                                                                                                  | Anna & Senna           | My Family (Anna Lagerweij, Senna Sitalsing, Tjeerd Oosterhuis)       | Niederländisch, Englisch              | Meine Familie           | 32                       | 9 / 14                              | 52               |
| 2011                                                                                                  | Rachel Traets          | Ik ben een teenager (Rachel Traets, Future Presidents)               | Niederländisch                        | Ich bin ein Teenager    | 36                       | 2 / 13                              | 103              |
| 2012                                                                                                  | Femke                  | Tik tak tik (Femke Meines, Tjeerd Oosterhuis)                        | Niederländisch                        | Tick Tack Tick          | 31                       | 7 / 12                              | 69               |
| 2013                                                                                                  | Mylène & Rosanne       | Double me (Mylène und Rosanne Waalewijn, Tjeerd Oosterhuis)          | Niederländisch, Englisch              | Doppeltes Ich           | 33                       | 8 / 12                              | 59               |
| 2014                                                                                                  | Julia                  | Around (Julia van Bergen, Robert Dorn, Joost Griffioen)              | Niederländisch, Englisch              | Rundherum               | 36                       | 8 / 16                              | 70               |
| 2015                                                                                                  | Shalisa                | Million Lights (Shalisa van der Laan, Hansen Tomas, Joost Griffioen) | Niederländisch, Englisch              | Millionen Lichter       | 36                       | 15 / 17                             | 35               |
| Keine Austragung des Junior Songfestival 2016. Der Beitrag für den JESC 2016 wurde intern ausgewählt. |                        |                                                                      |                                       |                         |                          |                                     |                  |
| 2017                                                                                                  | Fource                 | Love Me (b) (Joost Griffioen, Stas Swaczyna)                         | Niederländisch, Englisch              | Liebe mich              | keine Punktvergabe       | 4 / 16                              | 156              |
| 2018                                                                                                  | Max & Anne             | Samen (Babette Labeij, Dimitri Veltkamp, Robin van Veen)             | Niederländisch, Englisch              | Zusammen                | 34                       | 13 / 20                             | 91               |
| 2019                                                                                                  | Matheu Hinzen          | Dans met jou (Jermain van der Bogt, Willem Laseroms)                 | Niederländisch, Englisch              | Mit dir tanzen          | 34                       | 4 / 19                              | 186              |
| 2020                                                                                                  | Unity                  | Best Friends (Robert Dorn)                                           | Niederländisch, Englisch              | Beste Freunde           | 34                       | 4 / 12                              | 132              |
| 2021                                                                                                  | Ayana                  | Mata Sugu Aō Ne (Ferry Lagendijk)                                    | Niederländisch, Englisch, Japanisch   | Sehe dich bald          | 33                       | 19 / 19                             | 43               |
| 2022                                                                                                  | Luna                   | La Festa (Robert Dorn)                                               | Niederländisch, Englisch, Italienisch | Das Fest                | 36                       | 7 / 16                              | 128              |
| 2023                                                                                                  | Sep & Jasmijn          | Holding on To You (Robert Dorn)                                      | Niederländisch, Englisch              | Ich halte an dir fest   | 36                       | 7 / 16                              | 122              |
| 2024                                                                                                  | Stay Tuned             | Music (Jermain van der Bogt, Willem Laseroms)                        | Niederländisch, Englisch              | Musik                   | 34                       | 10 / 17                             | 91               |
| 2025                                                                                                  |                        |                                                                      |                                       |                         |                          |                                     |                  |

## Einschaltquoten
| Jahr | 1. Halbfinale    | 2. Halbfinale    | Finale        |
| ---- | ---------------- | ---------------- | ------------- |
| 2003 | Keine Halbfinale | Keine Halbfinale | 764.000       |
| 2004 | 766.000          | 776.000          | 1.197.000     |
| 2005 | 434.000          | 541.000          | 751.000       |
| 2006 | Keine Halbfinale | Keine Halbfinale | 577.000       |
| 2007 | 328.000          | 315.000          | 439.000       |
| 2008 | 325.000          | 423.000          | 560.000       |
| 2009 | 337.000          | 436.000          | 580.000       |
| 2010 | 382.000          | 415.000          | 586.000       |
| 2011 | 500.000          | 391.000          | 383.000       |
| 2012 | 319.000          | 403.000          | 442.000       |
| 2013 | 452.000          | 359.000          | 398.000       |
| 2014 | 172.000          | 298.000          | 318.000       |
| 2015 | 267.000          | 370.000          | 366.000       |
| 2016 | Keine Ausgabe    | Keine Ausgabe    | Keine Ausgabe |
| 2017 | 250.000          | 381.000          | 430.000       |
| 2018 | Keine Halbfinale | Keine Halbfinale | 237.000       |
| 2019 | Keine Halbfinale | Keine Halbfinale | 262.000       |
| 2020 | Keine Halbfinale | Keine Halbfinale | 409.000       |
| 2021 | Keine Halbfinale | Keine Halbfinale | 401.000       |
| 2022 | Keine Halbfinale | Keine Halbfinale | 514.000       |
| 2023 | Keine Halbfinale | Keine Halbfinale | 542.000       |
| 2024 | Keine Halbfinale | Keine Halbfinale | 502.000       |

## Trivia
- Jedes Jahr kommt es vor, dass Teilnehmer zuvor bereits an Talentshows wie The Voice Kids, Superkids oder Holland's Got Talent teilgenommen haben.
- Ebenso sind viele Teilnehmern (ehemalige) Mitglieder des Kinderchors Kinderen voor Kinderen.
- Mehrere Teilnehmer traten nach dem Junior Songfestival in Shows wie The Voice Kids oder The voice of Holland auf.
- 2013 nahm Démira, Teilnehmerin an der Ausgabe im Jahr 2007, am Wettbewerb De beste singer-songwriter van Nederland teil.
- Im Jahr 2017 vertraten Lisa, Amy und Shelley als O’G3NE die Niederlande beim Eurovision Song Contest. Das war zehn Jahre nach ihrer Teilnahme am Junior Songfestival.
- Cora Ringelberg prägte das Junior Songfestival von der ersten Ausgabe 2003 bis zu ihrem Tod 2025 durch ihre jährliche Beteiligung als Choreografin und Tanz-Coach.